# Beatriz Monasterio Chicharro
Beatriz Monasterio Chicharro (c. 1949 -29 de noviembre de 2019) fue una abogada feminista española, defensora de los derechos humanos, derechos de las mujeres y las niñas y socia fundadora de la Asociación Libre de Abogadas y Abogados (ALA).

## Trayectoria
En 1968, se licenció en Derecho por la Universidad Complutense de Madrid (UCM). El 20 de marzo de 1975, se convirtió en abogada del Colegio de Abogados de Madrid (ICAM) hasta su fallecimiento. En 1985, colaboró en el desarrollo del Primer Plan de Violencia de la Comunidad de Madrid.
Perteneció al turno de oficio de Violencia de Género del Colegio de Abogados de Madrid desde su creación y fue impulsora de un “Programa de asistencia a mujeres víctimas de maltrato en el ámbito familiar” para que las mujeres tuvieran asesoramiento jurídico y defensa en los juicios por maltrato cuando no era preceptiva la intervención letrada.
Colaboró activamente en las convocatorias de las manifestaciones del 8 de Marzo y participó en la IV Conferencia Mundial de la Mujer de 1995 celebrada en Beijing.
Fue socia fundadora de la Asociación Libre de Abogadas y Abogados (ALA), en la que participó activamente en el Área de la Mujer y en la Comisión de Defensa de la Defensa. También fue abogada de guardia de la Comisión Legal Sol del movimiento 15-M para la asistencia a las personas detenidas en la manifestación del 25S de 2012.

## Reconocimientos
En 2019, la Asociación Libre de Abogadas y Abogados creó el premio anual de Artículos Jurídicos Feministas Beatriz Monasterio para recordar y reconocer su trayectoria profesional. En 2022, el Ayuntamiento de Madrid instaló en el barrio de Salamanca de Madrid varias placas conmemorativa en reconocimiento de la lucha por la igualdad de los derechos de las mujeres de Monasterio y las juristas María Telo, Mercedes Formica, Matilde Huici y Raimunda Peñafort.